# Willy A. Kleinau

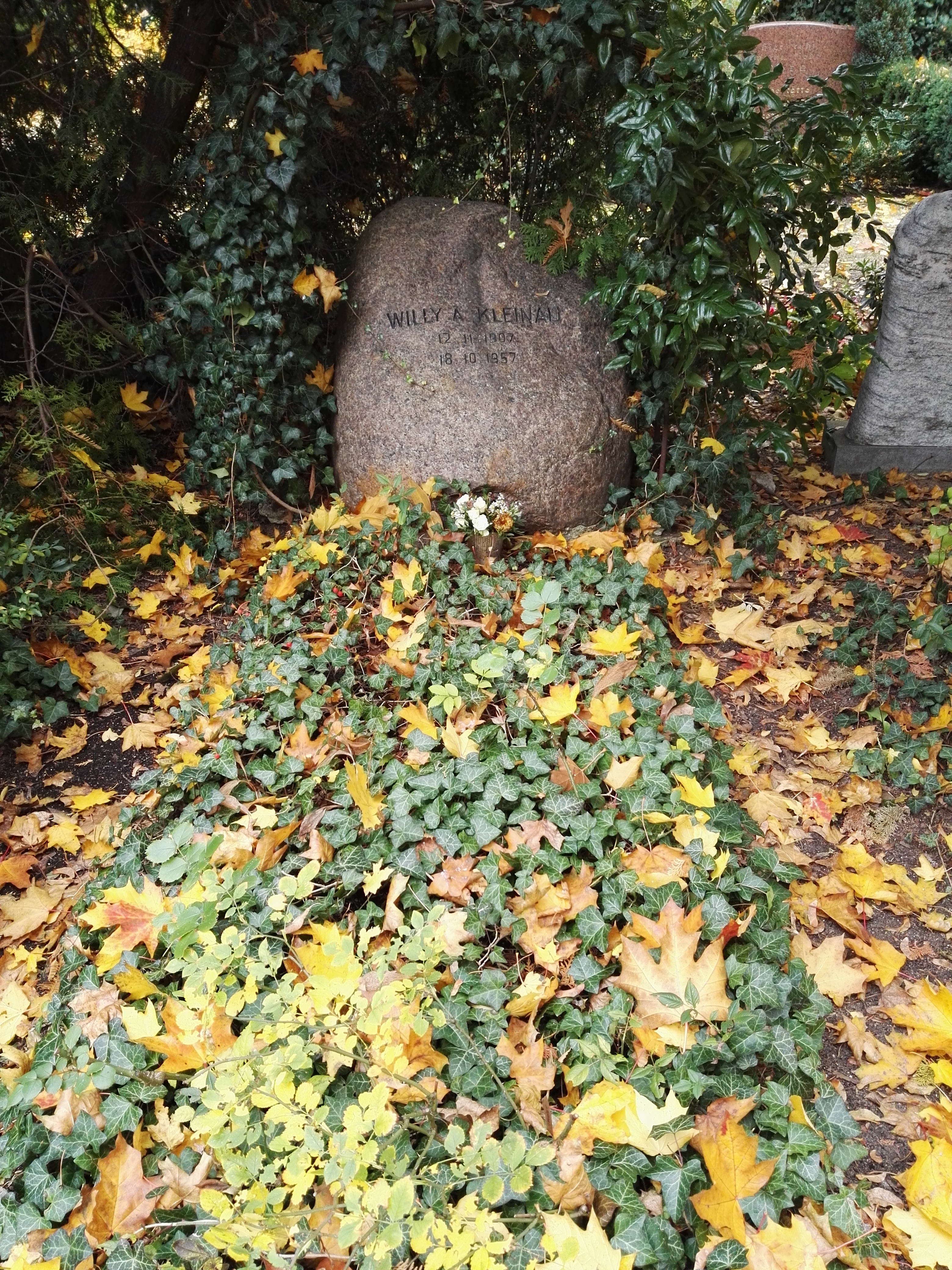
Grabstätte

Willy Adolf Kleinau (* 12. November 1907 in Mülhausen; † 18. Oktober 1957 bei Merseburg) war ein deutscher Schauspieler.

## Leben
Kleinau genoss bis 1932 eine Ausbildung bei Louise Dumont in Düsseldorf. Ab 1932 war er vor allem in Meiningen, Konstanz, Potsdam und Wuppertal aktiv. Nach dem Zweiten Weltkrieg spielte er in Bremen, Göttingen und Hamburg sowie ab 1949 auch in Berlin.
Im Deutschen Theater Berlin und an der Volksbühne spielte er viele große klassische Bühnenrollen. Er verkörperte den Stadthauptmann in Der Revisor, den alten Clausen in Vor Sonnenuntergang und die Titelfigur in Wolfgang Langhoffs Faust-Inszenierung 1949/50. Er wirkte mit in Shaws Frau Warrens Gewerbe (1950), Gorkis Jegor Bulytschow (1952) und in Lillian Hellmans Die kleinen Füchse (1957). In Othello (1953) und Götz von Berlichingen (1955) war er als Titelfigur zu sehen.
Seine Filmkarriere begann 1949 und hatte ihren Schwerpunkt in Produktionen der DEFA.

Knapp einen Monat vor Erreichen seines 50. Geburtstags verstarb Kleinau 1957 an den Folgen eines Autounfalls bei Merseburg. Seine Grabstätte befindet sich auf dem Dorotheenstädtischen Friedhof in Berlin. Der Lyriker Jens Gerlach widmete ihm in „Dorotheenstädtische Monologe“ ein Gedicht.
Der schriftliche Nachlass Kleinaus befindet sich im Archiv der Akademie der Künste in Berlin.

## Filmografie
- 1949: Hafenmelodie
- 1949: Schicksal aus zweiter Hand
- 1949: Die blauen Schwerter
- 1950: Der Rat der Götter
- 1951: Das Beil von Wandsbek
- 1952: Roman einer jungen Ehe
- 1952: Karriere in Paris
- 1952: Schatten über den Inseln
- 1953: Die Unbesiegbaren
- 1954: Kein Hüsung
- 1954: Gefährliche Fracht
- 1954: Carola Lamberti – Eine vom Zirkus
- 1955: Der Teufel vom Mühlenberg
- 1955: Ein Polterabend
- 1955: Das Fräulein von Scuderi
- 1955: Liebe, Tanz und 1000 Schlager
- 1956: Das Bad auf der Tenne
- 1956: Mein Bruder Josua
- 1956: Waldwinter
- 1956: Zar und Zimmermann
- 1956: Der Hauptmann von Köpenick
- 1956: Was die Schwalbe sang
- 1957: Reifender Sommer
- 1957: Die Schönste
- 1957: Frühling in Berlin
- 1957: Spielbank-Affäre
- 1957: Wie ein Sturmwind

## Theater
- 1949: Johann Wolfgang von Goethe: Faust. Eine Tragödie (Faust) – Regie: Wolfgang Langhoff (Deutsches Theater Berlin)
- 1949: Friedrich Wolf: Tai Yang erwacht (Fabrikdirektor) – Regie: Wolfgang Langhoff (Deutsches Theater Berlin)
- 1950: Nikolai Gogol: Der Revisor (Stadthauptmann) – Regie: Wolfgang Langhoff (Deutsches Theater Berlin)
- 1951: William Shakespeare: Was ihr wollt (Tobias) – Regie: Wolfgang Heinz (Deutsches Theater Berlin – Kammerspiele)
- 1952: Maxim Gorki: Jegor Bulytschow und die Anderen (Jegor Bulytschow) – Regie: Hans Jungbauer (Deutsches Theater Berlin)
- 1952: Friedrich Schiller: Don Carlos (Großinquisitor) – Regie: Wolfgang Langhoff (Deutsches Theater Berlin)
- 1953: Gotthold Ephraim Lessing: Minna von Barnhelm (Paul Werner) – Regie: Hans Jungbauer (Deutsches Theater Berlin – Kammerspiele)
- 1955: Johann Wolfgang von Goethe: Götz von Berlichingen (Götz) – Regie: Fritz Wisten (Volksbühne Berlin)
- 1955: Gerhart Hauptmann: Vor Sonnenuntergang (Geheimrat Clausen) – Regie: Wolfgang Heinz (Deutsches Theater Berlin)
- 1956: Hermann Bahr: Das Konzert (Heink) – Regie: Robert Meyn (Deutsches Theater Berlin – Kammerspiele)
- 1956: Lillian Hellman: Die kleinen Füchse (Horace Giddens) – Regie: Wolfgang Heinz (Deutsches Theater Berlin – Kammerspiele)
- 1957: William Shakespeare: König Lear (König Lear) – Regie: Wolfgang Langhoff (Deutsches Theater Berlin)

## Hörspiele
- 1950: Garson Kanin: Das vergilbte Manifest (Born Yesterday, bearbeitet von Maximilian Scheer) (Rolle: Geschäftsmann) – Regie: Gottfried Herrmann (Berliner Rundfunk)
- 1950: Maximilian Scheer: Paris, den 28. April – Regie: Werner Stewe (Berliner Rundfunk)
- 1950: Karl Georg Egel: Das Hauptbuch der Solvays – Regie: Gottfried Herrmann (Berliner Rundfunk)
- 1951: Walentina Ljubimowa: Schneeball (Снежок) – Regie: Werner Stewe (Berliner Rundfunk)
- 1951: Maximilian Scheer: „Todeshandel“ oder „Mut zur Freiheit“ – Regie: Werner Stewe (Berliner Rundfunk)
- 1951: Karl Georg Egel: Das Lied von Helgoland – Regie: Gottfried Herrmann (Berliner Rundfunk)
- 1951: Friedrich Karl Kaul: Funkhaus Masurenalle – Regie: Gottfried Herrmann (Berliner Rundfunk)
- 1951: Maximilian Scheer: Der Hexenmeister – Regie: Werner Stewe (Berliner Rundfunk)
- 1951: Heinrich von Kleist: Der zerbrochne Krug (Dorfrichter Adam) – Regie: Werner Wieland (Hörspiel – Berliner Rundfunk)
- 1951: Alexander Puschkin: Der Postmeister (der Postmeister) – Regie: Werner Wieland (Hörspielbearbeitung – MDR 1946–1952)
- 1952: Adam Tarn: Ortega – Regie: Günther Rücker (Berliner Rundfunk)
- 1952: Nikolai Gogol: Die Heirat – Regie: Gottfried Herrmann (Berliner Rundfunk)
- 1953: Pedro Calderón de la Barca: Der gute Richter (Richter) – Regie: Peter Brang (Berliner Rundfunk)
- 1955: Anna Seghers: Das siebte Kreuz (Paul) – Regie:Hedda Zinner (Rundfunk der DDR)
- 2002: Marianne Weil/Stefan Dutt: Legionäre, Guerilleros, Saboteure – Regie: Marianne Weil/Stefan Dutt (Ein sozialistisches Gesamthörspiel – DLR)

## Auszeichnungen
- Nationalpreis der DDR 1951 und 1953